# Heteropolygonatum roseolum
Heteropolygonatum roseolum är en sparrisväxtart som beskrevs av Minoru N. Tamura och Ogisu. Heteropolygonatum roseolum ingår i släktet Heteropolygonatum och familjen sparrisväxter. Inga underarter finns listade i Catalogue of Life.